# Musée du Luxembourg

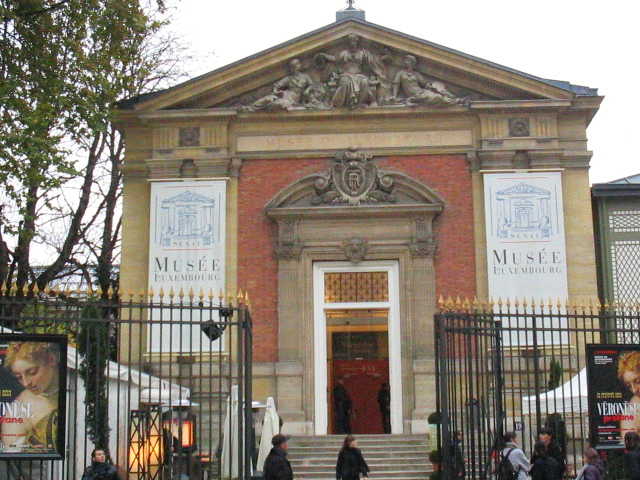
Musée du Luxembourg, fasad.

Musée du Luxembourg är ett museum beläget vid Palais du Luxembourg i Paris 6:e arrondissement. Det invigdes 1750.
Efter en renovering öppnades museet ånyo den 9 februari 2011 med en utställning om Lucas Cranach den äldre.